# Albert Bignon
Albert Bignon, né Albert Charles Louis Bignon le 28 février 1910 à Groix et mort le 10 janvier 1977 à Rochefort, est un homme politique français.

## Biographie
Il est scolarisé au Prytanée militaire de La Flèche et au lycée Dupuy-de-Lôme de Lorient. Il fait son droit à Rennes. En 1933, il se marie avec mademoiselle Dalmont et devient avocat à Rochefort. Il est six fois bâtonnier de l'ordre des avocats de La Rochelle et de Rochefort.
Entré dans la Résistance, il est chef de sous-secteur du réseau Navarre et chef de groupe de l'OCM de Rochefort. Arrêté le 21 septembre 1943, il est emprisonné et torturé. 
Il devient maire de Rochefort à la Libération, mais il démissionne pour s'engager dans le 6e régiment d'infanterie. Il participe aux derniers combats contre les forces allemandes.
De 1947 à 1971, il redevient conseiller municipal de Rochefort. En 1949, il est élu conseiller général du canton de Rochefort-Sud, fonction qu'il occupera jusqu'à sa mort.
Aux élections législatives de 1951, il est deuxième sur la liste RPF de Max Brusset, liste qui arrive en tête. Les deux hommes sont élus députés de la Charente-Maritime. À l'Assemblée, Albert Bignon devient membre de la commission de la marine marchande et des pêches, et vice-président de la commission des pensions.
Aux élections législatives de 1956, il est deuxième sur la liste RS de Max Brusset. Mais l'électorat s'émiette du fait de listes multiples et d'un assez fort courant poujadiste en Charente-Maritime. La liste où figure Albert Bignon régresse, et seul Max Brusset est réélu.
En 1958, Albert Bignon est élu député UNR de la 2e circonscription de la Charente-Maritime. Il conserve ce mandat sous les couleurs de l'UNR-UDT en 1962, de l'UD-Ve en 1967, puis de l'UDR en 1968 et 1973.

## Mandats électifs
- Maire de Rochefort (1944) ;
- Conseiller général du canton de Rochefort-Sud (1949-1977) ;
- Député de la Charente-Maritime (1951-1955) puis de la 2e circonscription de la Charente-Maritime (1958-1977).

## Distinctions
- Chevalier de la Légion d'honneur (2 septembre 1954)[3]
- Croix de guerre 1939–1945
- Médaille de la Résistance française (29 novembre 1946)[4]